# Les Revenants (Ibsen)
Pour les articles homonymes, voir Les Revenants.
Les Revenants (titre original : Gengangere) est une pièce de théâtre en trois actes d'Henrik Ibsen publiée en 1881 et créée en norvégien en 1882 à l'Aurora Turner Hall de Chicago puis le 22 août 1882 au Stads Theater d'Hälsingborg en Suède dans une mise en scène d'August Lindberg. 
André Antoine créa la pièce en France en 1890 au Théâtre-Libre.

## Résumé

### Acte I
Dans l'office de Mme Alving, le menuisier Engstrand demande à sa fille Régine de quitter le service de Mme Alving et de l'accompagner à la ville. Il projette de monter un hôtel pour marins où Régine pourrait se prostituer à l'occasion. Elle le chasse. Le pasteur Manders arrive chez Mme Alving, il conseille à Régine d'aller vivre avec son père qui, selon lui, a besoin de quelqu'un pour le guider.
Mme Alving et le pasteur Manders, deux vieux amis, ont une discussion sur l'orphelinat qui va être inauguré le lendemain. Oswald, fils de Mme Alving, vient saluer le pasteur ; il arrive de Paris pour l'inauguration et passera l'hiver auprès de sa mère. Le pasteur Manders ne se conduit pas en ami de la famille mais en prêtre qui multiplie les remarques désobligeantes sur les lectures, les relations, le style de vie de la mère et du fils.
Oswald parti, Mme Alving rappelle au pasteur que le capitaine Alving, un homme qui jouissait de l’estime générale, était en réalité un alcoolique et un débauché. Elle avait déjà tenté de fuir son mari mais elle en avait justement été dissuadée par lui, ce même pasteur Manders, qui lui avait fait comprendre que son devoir d’épouse lui imposait de rester auprès du capitaine. Elle lui apprend que son mari avait mis enceinte Jeanne, leur bonne, la mère de Régine. Oswald rentre et se rend dans la cuisine. On entend Régine crier à Oswald de la lâcher.

### Acte II
Après le déjeuner Mme Alving et le pasteur Manders comprennent qu'il faut séparer Oswald et Régine qui ignorent être demi-frère et demi-sœur. Mme Alving revient sur le passé et raconte comment, alors qu'elle s'était débarrassée de Jeanne en lui remettant trois cents écus, cette dernière avait immédiatement épousé le menuisier Engstrand, lequel avait reconnu Régine comme sa fille, à sa naissance.
Mme Alving avoue au pasteur sa peur des revenants, c'est-à-dire sa crainte de revivre des situations passées. Le pasteur parti, elle retrouve Oswald qui lui apprend qu'il est malade. Un docteur de Paris lui a dit qu'il avait « quelque chose de pourri en lui ». Oswald raconte à sa mère que Régine éprouve de tendres sentiments à son égard et rêve même de l’accompagner à Paris. Oswald lui annonce qu'il veut se marier avec elle : ce serait son salut, selon lui. Mme Alving s'apprête à lui révéler leur parenté quand on annonce que l'orphelinat est en feu.

### Acte III
Le feu a détruit l'asile. Engstrand et Manders repartent en ville. Mme Alving apprend à Régine et Oswald qu'ils ont le même père. Régine part immédiatement en annonçant qu'elle sera une fille perdue comme sa mère. Oswald se meurt.

## Contexte de création
Lors de sa publication en Norvège, en décembre 1881, la pièce est très mal reçue car elle aborde des sujets tabous et critique l’hypocrisie de la morale puritaine de l’époque. Aucun théâtre norvégien ne veut produire la pièce qui est montée pour la première fois en mai 1882 à Chicago par une troupe en tournée d’origine danoise. Ce n’est qu’en octobre 1883 que la pièce est présentée en Norvège au Møllergadens Theater de Christiania (aujourd’hui Oslo) où elle remporte un bon succès.  L’agressivité des réactions suscitées par Les Revenants inspirera à Ibsen sa pièce suivante Un ennemi du peuple.

## Personnages
- Hélène Alving, veuve du capitaine Alving.
- Oswald Alving, 26 ans, son fils.
- Le pasteur Manders
- Régine Engstrand, bonne de Madame Alving, fille naturelle du capitaine Alving.
- Le menuisier Engstrand.

### Les thèmes
- La figure du père : La famille norvégienne de l’époque est représentée comme un univers clos, soumis à la loi inflexible du père, que ce soit le père biologique, chef de famille, ou le père spirituel, pasteur de la paroisse.
- Les secrets de famille : Toute la structure familiale est conditionnées par les secrets tus par les protagonistes, le plus prégnant étant la filiation biologique de Régine.
- L’hérédité : Ibsen s’interroge sur la part de l’ascendant dans la formation de la personnalité. Oswald a-t-il été préservé par sa mère des comportements dissolus de son père, ou a-t-il reçu ces tendances dans son héritage génétique ?

## Mises en scène en France
- 1890 : mise en scène André Antoine, Théâtre-Libre[1],[2]
- 1916 : mise en scène Georges Pitoëff, Comédie de Genève
- 1928 : mise en scène Georges Pitoëff, Théâtre des Mathurins[3],[4]
- 1959 : mise en scène Paul Savatier, Nouveau Théâtre de poche[5]
- 1975 - 1976 : mise en scène Pierre Maxence, Maison de la Culture de Grenoble[6]
- 1994 : mise en scène Geneviève Rosset, Théâtre de l'Atalante[7]
- 1994 : mise ne scène Jean Bollery, Théâtre 14[8]
- 1998 : mise en scène Olivier Werner, Théâtre des Gémeaux[9]
- 2003 : mise en scène Stéphane Braunschweig, Théâtre national de Strasbourg[10]
- 2006 : mise en scène Arnaud Denis, Théâtre 13[11]
- 2008 : mise en scène Elvire Brison, Théâtre des Martyres à Bruxelles[12]
- 2008 : mise en scène Olivier Baert, Théâtre Na Loba[13]
- 2013 : mise en scène Thomas Ostermeier, Théâtre Vidy-Lausanne, Théâtre Nanterre-Amandiers[14],[15],[16]
- 2013 : mise en scène Thomas Ostermeier, Théâtre de Cornouaille à Quimper
- 2019 : mise en scène Guy Delamotte, Le Panta Théâtre à Caen[17],[18]

## Éditions françaises
- Henrik Ibsen, Les Revenants, traduction et présentation de Terje Sinding, Imprimerie nationale, collection « Le Spectateur Français », Paris, 1991.
- Henrik Ibsen, Théâtre, Paris, 2006, Gallimard, Bibliothèque de la Pléiade, no 529,  (ISBN 2070117901)
- Henrik Ibsen, Une maison de poupée et Les Revenants, Le Livre de poche, 2002  (ISBN 2253052558)